# Sábalo (Cuba)
Sábalo es una localidad cubana del municipio de Guane, perteneciente a la provincia de Pinar del Río.

## Historia
Hacia la década de 1860, el caserío tenía contabilizada una población de 53 habitantes. Aparece descrito en el cuarto tomo del Diccionario geográfico, estadístico, histórico, de la isla de Cuba de Jacobo de la Pezuela con las siguientes palabras:

Sábalo.—Caserío diseminado en el antiguo canton de su nombre, con una casa de tabla y teja, una de tabla yguano y 3 de embarrado, guano y yagua, que son las cinco mas agrupadas, donde se halla una tienda mista y una zapatería. Su poblacion es de 53 habitantes, 37 blancos y 13 entre libres de color y esclavos. Part.º de Guane. J. de Pinar del Rio. Tiene iglesia parroquial de moderna creacion, de ingreso, con el personal y haberes que le corresponden por su clase. En este punto se halla establecido un puesto de guardia civil, por cuyo alojamiento en una casa particular abona la Real Hacienda 144 ps. fs. anuales.
(Pezuela, 1866, p. 360)